# 타이베이 지하가

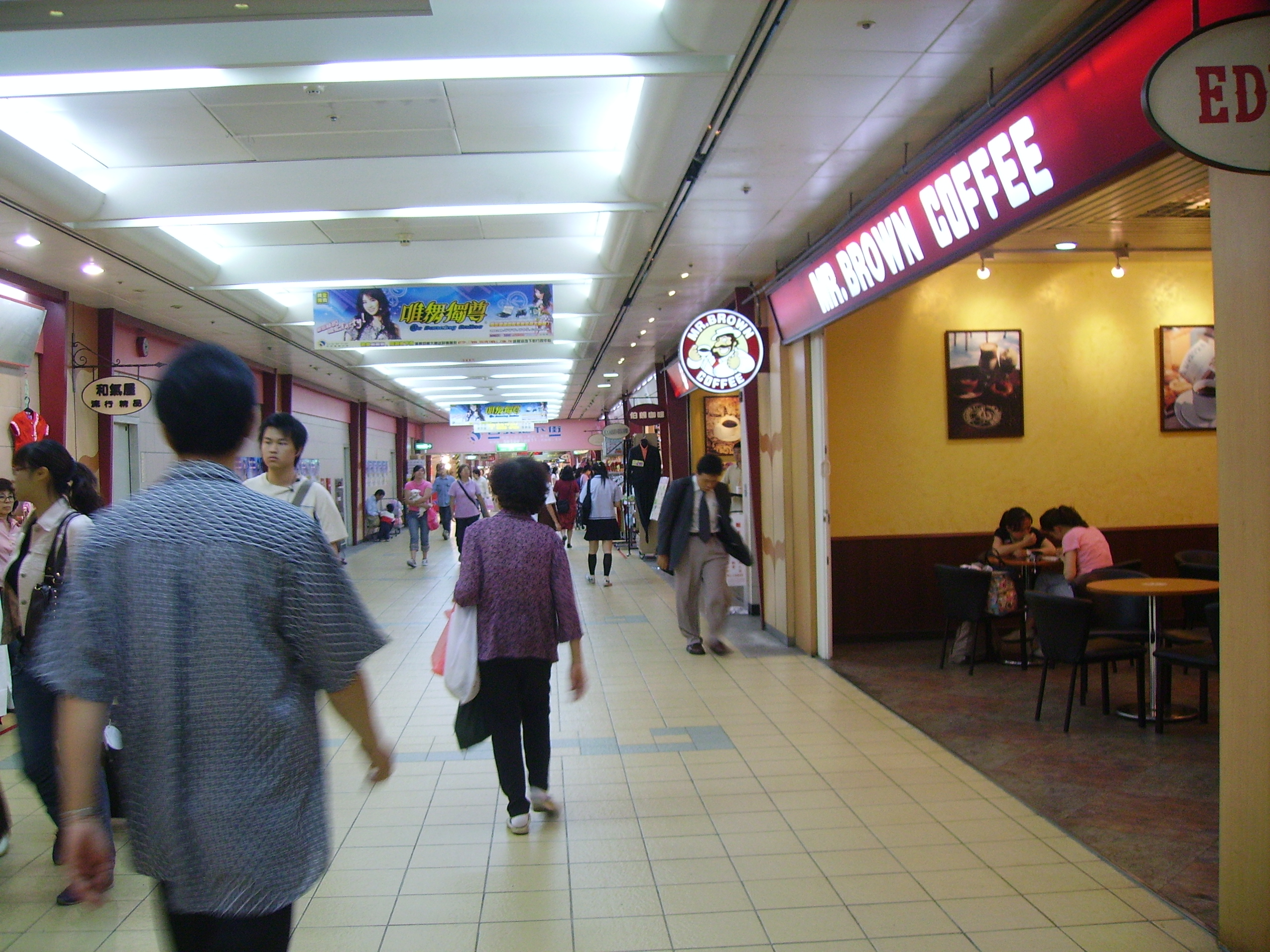
타이베이 지하가

타이베이 지하가(台北地下街)는 중화민국 타이완 타이베이시 다퉁 구에서 중정 구까지 이어진 지하상가이다.

## 같이 보기
- 중산 지하가